# Pedro Júnior
Pedro Júnior (ur. 29 stycznia 1987) – brazylijski piłkarz występujący na pozycji napastnika.

## Kariera piłkarska
Od 2005 roku występował w Vila Nova, Grêmio, Cruzeiro EC, São Caetano, Omiya Ardija, Albirex Niigata, Gamba Osaka, Sport Recife, FC Tokyo, Jeju United, Vissel Kobe i Kashima Antlers.